# Alberto I Casaloldo
Alberto I Casaloldo, o Alberto I da Casalodi, conte, detto "Alberto il Vecchio" (1165 circa – 1218 o 1219), è stato un politico italiano.

## Introduzione
Nacque probabilmente intorno al 1160-1170 da una famiglia di conti rurali, i comites di Casaloldo, la cui sede era il piccolo centro di Casaloldo, in provincia di Mantova, ma all'epoca nella contea di Brescia.

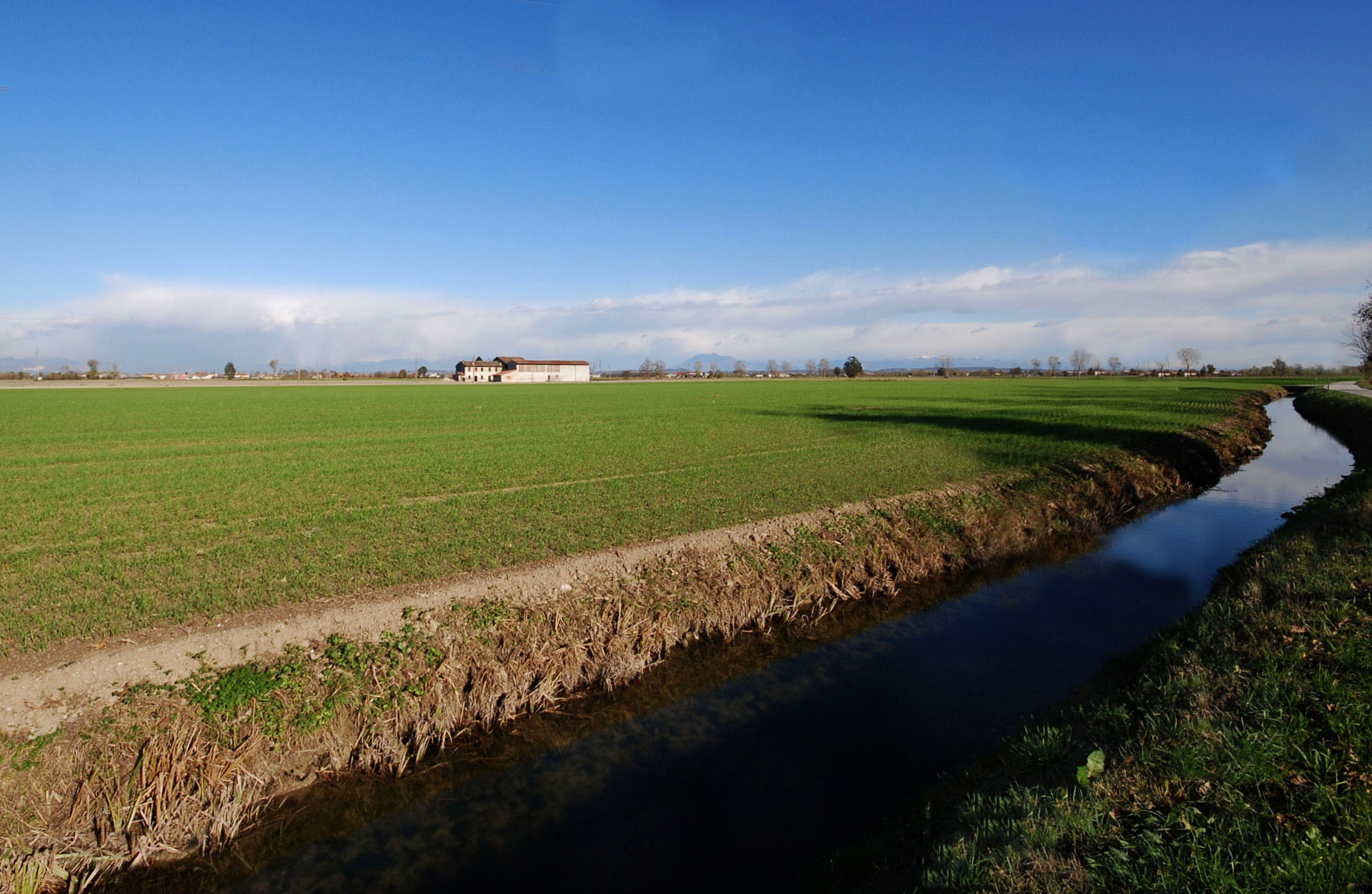
Campagna a nord di Casaloldo, antico possedimento del conte Alberto

Il conte Alberto, in quanto signore rurale, aveva ereditato dai propri avi possedimenti e diritti signorili in una zona della pianura bresciana sud-orientale chiamata all'epoca Comitatus, a causa della presenza di numerose famiglie di conti discendenti dal ceppo degli Ugonidi; in particolare risulta che egli vantava beni e poteri politici nelle località di Asola, Mosio di Acquanegra sul Chiese, Mariana Mantovana, Redondesco, Casaloldo.
Alberto è il primo esponente della stirpe dei conti Ugonidi ad intitolarsi stabilmente col predicato “da Casaloldo”: per questo motivo, per i suoi rapporti stretti con l'impero, e per l'importanza che la sua figura ha assunto nella vita politica comunale, soprattutto a Brescia e a Mantova, è considerato il capostipite del ramo dei conti di Casaloldo.

## L'attività politica

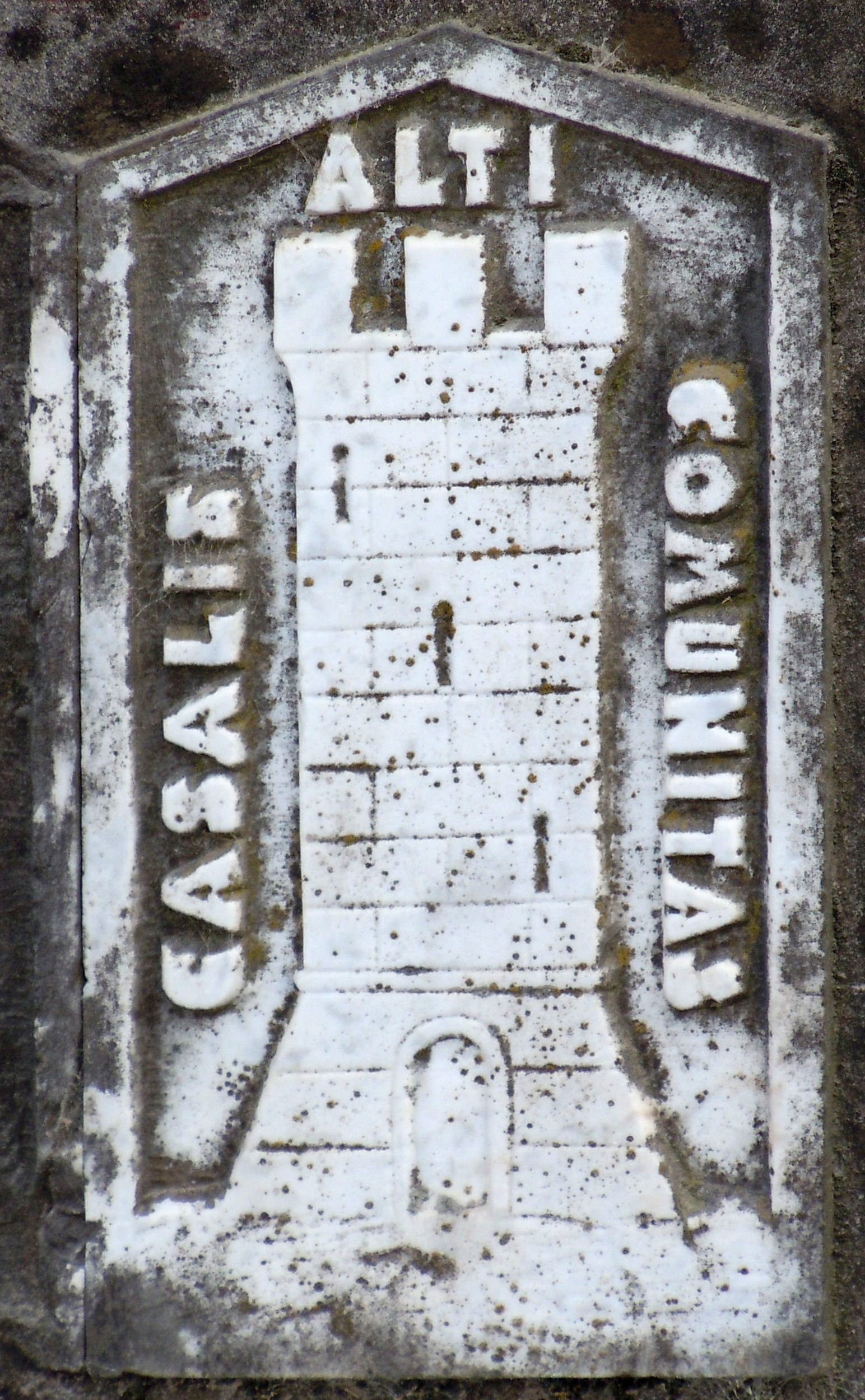
Antico stemma marmoreo di Casaloldo

### Gli esordi
Il conte Alberto viene per la prima volta ricordato dalle fonti l'8 giugno del 1199, quando fu presente in Mantova alla stipulazione di un trattato di alleanza con Padova.
Sempre a Mantova, Alberto ricoprì la carica di console nel 1203, insieme al conte Azzo di Mosio.

### Brescia: 1200-1210
Esponente, in quanto capo della famiglia dei conti di Casaloldo, di uno dei partiti che si erano formati negli ultimi anni del XII secolo e che si contendevano la supremazia in Brescia, quello moderato, il Casaloldo osteggiava la politica di alleanza ad ogni costo con Milano e di guerra contro la città di Cremona, perseguita dal partito intransigente allora al potere.
In questo contesto ad avere il sopravvento fu il conte Girardo-Narisio da Montichiari, lontano parente del Casaloldo: nel 1200, dopo aver fondato un partito politico di popolo detto “Società di San Faustino”, Narisio fu creato podestà e bandì da Brescia i suoi avversari del partito intransigente, cioè gli aristocratici, che nel frattempo avevano formato la societas militum.
Per il momento il conte Alberto, come detto, tenne una posizione moderata, all'interno della società di S. Faustino, intenzionata a stipulare un'alleanza con i Cremonesi.
Il conte Narisio associò così al potere il Casaloldo e Iacopo Poncarale, costituendo così una sorta di triumvirato, in cui ognuno dei tre aveva la carica di podestà.
Nel medesimo anno, tuttavia, il conte Alberto, in disaccordo con il parente di Montichiari, aderì ai milites, che nel frattempo avevano ottenuto il sostegno separato di Cremona.
Alberto Casaloldo compare infatti tra gli esponenti della societas militum che il 9 dicembre 1200 strinsero un patto col comune di Cremona: con esso i consoli dissidenti di Brescia ed i rappresentanti di una ventina di famiglie nobiliari bresciane si impegnavano ad aiutare Cremona, mentre quest'ultima prometteva di appoggiare la loro parte nella sua lotta contro la fazione capeggiata dal conte Narisio di Montichiari, che, messo con le spalle al muro, fu costretto a cercare l'aiuto di Milano.
La concordia giurata tra cavalieri bresciani e Cremona non tardò a mostrare i suoi effetti: nel 1201, Cremonesi ed estrinseci bresciani attaccarono il castello di Gavardo e ne furono respinti.
Ma il 9 agosto 1201, presso Calcinato, i Cremonesi, con l'aiuto di tutti i fuoriusciti bresciani e di reparti bergamaschi e mantovani, riportarono una completa vittoria sugli avversari, i populares del comune di Brescia.
La pace tra i comuni di Cremona e Brescia venne firmata nel novembre di quello stesso anno: anche il conte Alberto poté rientrare in Brescia insieme con gli altri banditi, e subito si inserì d'autorità nella lotta politica.

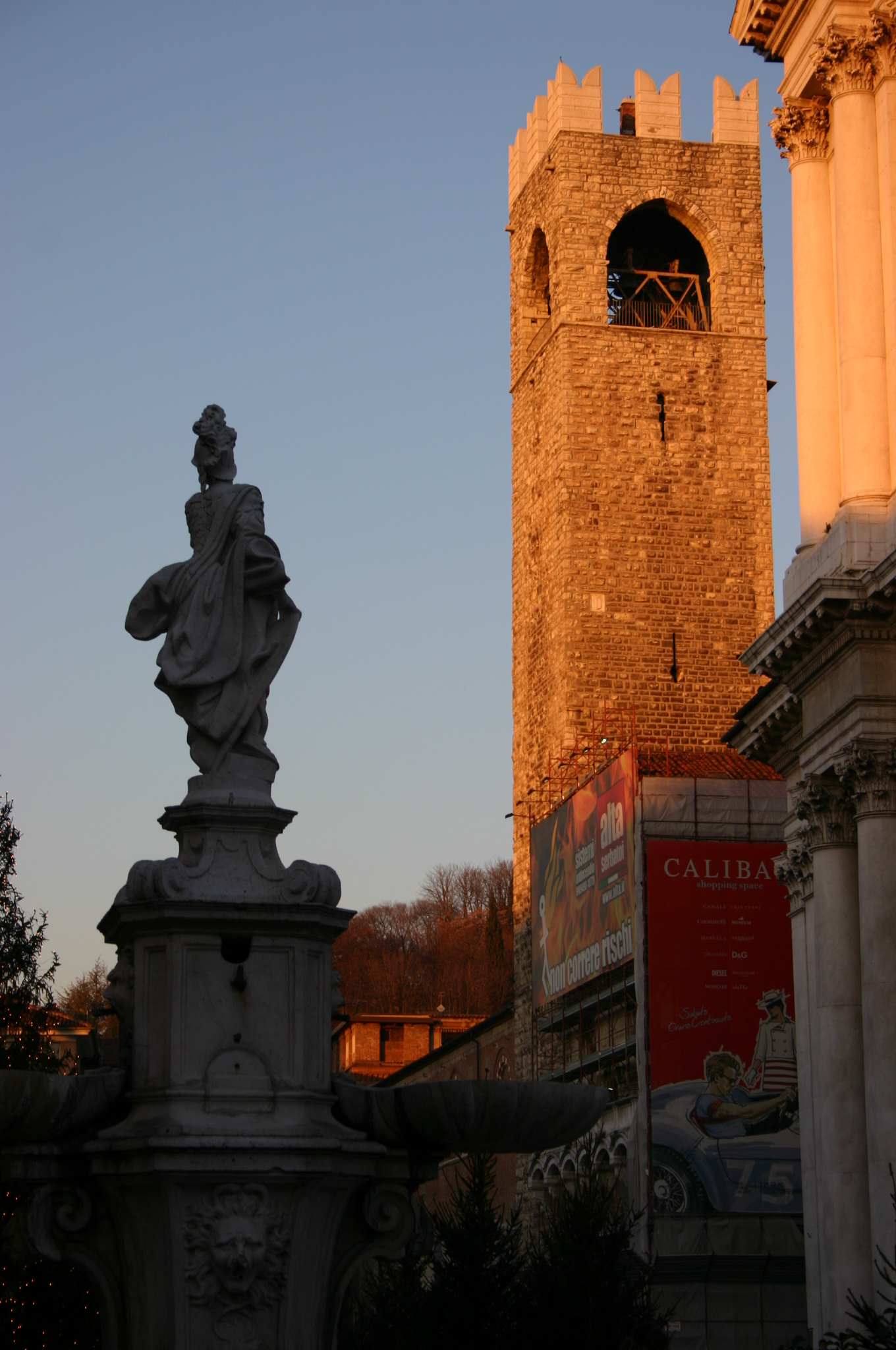
Brescia, torre comunale

Dopo alcuni mesi, sfruttando il malcontento della cittadinanza nei confronti di un regime ormai screditato, il Casaloldo e i suoi fautori rovesciarono il partito di San Faustino capeggiato da Narisio e si impadronirono del potere, espellendo il podestà Verzio Tempesta - inizi del 1203 -. Vennero sostenuti, allora, dallo stesso vescovo di Brescia, Giovanni da Palazzo.
I partiti nobiliare e popolare furono a stento mantenuti frenati da una tregua della durata di circa due anni; in tal modo, per due anni la fazione vincente della nobiltà si tenne al potere.
In tale lasso di tempo Alberto assunse forse per un periodo la carica di console insieme a Martino da Manerbio.
Fu un successo effimero. Nell'ottobre 1206 il conte di Casaloldo, abbandonato dal vescovo e da larghi strati dei suoi stessi sostenitori, venne esautorato ed espulso da Brescia, insieme al podestà Alberto Musso, accusato di favorire troppo il Casalodi.
La prova di forza era stata preceduta da una scissione del partito aristocratico e filocremonese al potere, una frazione del quale, capeggiata da Iacopo Confalonieri, aveva avuto l'appoggio del vescovo e del conte Narisio nella rivolta che aveva portato alla cacciata del Casaloldo.
Alberto si rifugiò allora, insieme agli altri fuoriusciti, tra cui primeggiava Vifredo Confalonieri, nel castello di Leno, dove fu fondata una nuova consorteria, detta dei “militi di Leno”, anche con l'appoggio dell'abate della locale abbazia benedettina.
Espulso con la sua società anche dalla base di Leno,, il Casaloldo proseguì nelle campagne la resistenza contro il governo bresciano sino a quando, grazie ai buoni uffici del podestà allora in carica, il marchese di Soragna Guido Lupi, cremonese, non venne riammesso in Brescia, tra il luglio e l'ottobre 1207.
Furono infatti i Cremonesi a mediare tra le due fazioni in cui si era spaccato il partito dei nobili, quella dei Gonfalonieri – rimasta in città - e quella dei Casalodi – rifugiatasi a Leno -.
Cacciato nuovamente nel giugno del 1208 - ma questa volta con lui vennero banditi anche altri che erano stati prima suoi avversari: Narisio di Montichiari, alcuni Confalonieri, i Martinengo - a causa della sua opposizione all'alleanza stretta con Milano, Alberto Casalodi si rifugiò sul Cremonese e da lì iniziò, con gli altri milites di Leno e agli ordini dell'ex podestà Guido Lupi, una vivace attività militare tendente a strappare Pontevico a Brescia.
L'azione conclusiva, che vide i fuoriusciti bresciani combattere accanto ai soldati cremonesi, dopo una prima conquista del castello da parte del marchese Lupi e la sua consegna a Cremona, fallì solo per il tempestivo intervento del nuovo podestà di Brescia e l'aiuto di contingenti milanesi - settembre del 1208 -.
Gli esuli bresciani ed i Cremonesi presero però la propria rivincita occupando di nuovo Leno, con la collaborazione dell'abate Onesto, nel marzo 1209.
La discesa in Italia di Ottone IV di Brunswick – 1209-1210 - significò per Brescia un attimo di sosta dagli scontri: in presenza del patriarca di Aquileia, messo imperiale, le diverse fazioni si accordarono temporaneamente fra loro, e i nobili banditi, tra cui il conte Alberto, furono riammessi entro le mura – aprile 1209 -.
Ma l'anno seguente, nell'aprile, il gruppo degli ex fuoriusciti di Leno si scontrò di nuovo con gli avversari, gettando nello scompiglio la città.
Un nuovo intervento di Ottone IV riportò la tregua: quando l'imperatore entrò in Brescia - 15-22 maggio 1210 -, approvò la concordia delle parti, lasciò sul posto come fiduciario e podestà imperiale Tommaso da Torino, e insignì Alberto di Casaloldo – cioè un uomo di parte - di numerosi feudi, compensandolo generosamente per conquistarne la fiducia e tenerlo tranquillo; o forse già precedentemente il conte Alberto si era schierato dalla sua parte.

## I diplomi imperiali
Infatti il 25 giugno 1210, a Parma, Ottone IV, “considerata la fedeltà, la sincera devozione e i servigi a lui e all'Impero prestati” dal Casaloldo, gli concesse con un pubblico diploma il possesso di Lonato del Garda, con la sua corte e i diritti signorili.
Gli confermò inoltre con la stessa donazione anche diritti nelle località veronesi di Castelnuovo del Garda, Sandrà, Pazanum, Colà, Casaleone, Bussolengo, Palazzolo, Sona, Custoza e metà di Isola della Scala, già posseduta dai conti di Sabbioneta e di Montichiari.
Aggiunse poi i poteri signorili ed i redditi che appartenevano all'Impero in alcuni ex possedimenti dei Canossa, cioè Nogara, Gazzo, Sancto Perseon, Cerea, Gebetto, Roverchiara, e le rive del lago di Garda sulla sponda bresciana, dal promontorio di Moniga del Garda a Desenzano.
Qualche mese dopo questa donazione, tuttavia, a dispetto della pace promossa dall'imperatore, il conte Alberto fu l'anima di una violenta sommossa popolare, che il giorno dei santi Faustino e Giovita espulse dalla città alcune fra le maggiori consorterie militari moderate, Iacopo Confalonieri e il vicario imperiale, distruggendone le case e le torri. – 15 febbraio 1211 -.
La parte di Iacopo Confalonieri si rifugiò in alcuni castelli del contado, in particolare Gavardo, da dove iniziò una serie di attacchi, con l'aiuto dei Milanesi.
I vincitori elessero un nuovo podestà, Guglielmo da Lendinara; ma i capi effettivi del nuovo governo furono il Casaloldo, Narisio di Montichiari e Iacopo Poncarale, che per un paio d'anni si atteggiarono a capipopolo e assunsero periodicamente e contemporaneamente ognuno il titolo di podestà.
Furono loro a giurare, tra il marzo 1211 e l'ottobre 1212, gli accordi tra Brescia e la lega di città con a capo il comune di Cremona – Verona, Pavia, Ferrara, Mantova, i marchesi Estensi e i conti Sambonifacio -: erano chiari sia la netta apertura ai cremonesi, ma anche a Federico II di Svevia, rivale di Ottone IV, e al pontefice, sia il distacco da Milano.
Eppure Alberto, nel contempo, continuò a essere vicino ad Ottone IV: fece infatti parte del seguito di questi durante il suo viaggio nel sud Italia, nel 1211: il 4 marzo compare come testimone, insieme al conte Girardo-Narisio, ad un placito imperiale tenutosi presso Capua.

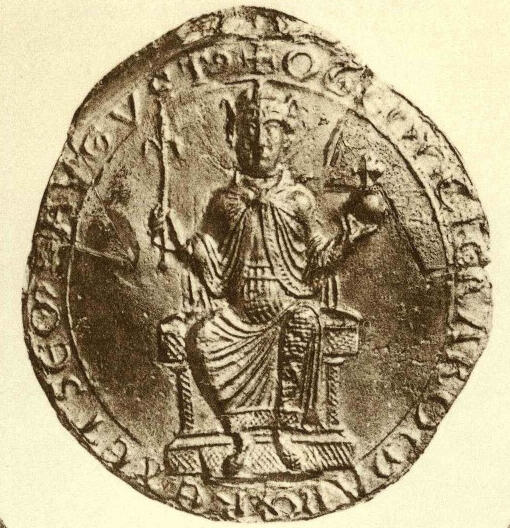
L'imperatore Ottone IV di Brunswick

Dopo il marzo 1211 ebbero luogo in Brescia mediazioni e tentativi di pacificazione promossi da Cremona, ma i dominatori rimanevano i conti Alberto e Narisio, che nominavano governanti di propria fiducia, o assumevano essi stessi la carica di podestà, come avvenne di nuovo nella primavera 1212.
L'amicizia tra Brescia e Cremona fu provata in alcuni fatti d'arme di qualche importanza, sia nella persecuzione degli esuli operanti nelle campagne – Gavardo, giugno 1212- , sia nella guerriglia contro Milano, che di banditi ne aveva accolti parecchi – battaglia di Castelleone, giugno 1213: i Milanesi e i fuoriusciti bresciani furono gravemente battuti-.
Il conte Alberto, nel frattempo, prima o durante il 1211 aveva forse occupato di sorpresa uno degli ex feudi dei marchesi di Canossa, il castello di Gonzaga – conteso tra Mantova e Reggio e parte dell'eredità di Matilde di Canossa - con altri territori annessi, sotto il pretesto di legittime ragioni di parentela con la defunta contessa Matilde.
Resta tuttavia il fatto che l'imperatore Ottone IV il 22 febbraio 1212, da Como, concesse con un suo diploma Gonzaga e la vicina Bondeno de' Roncori - oggi Bondanazzo di Reggiolo -, in feudo, al Casaloldo e al conte Narisio, definiti come "diletti nostri fedeli".

## Da Brescia a Mantova: il bando

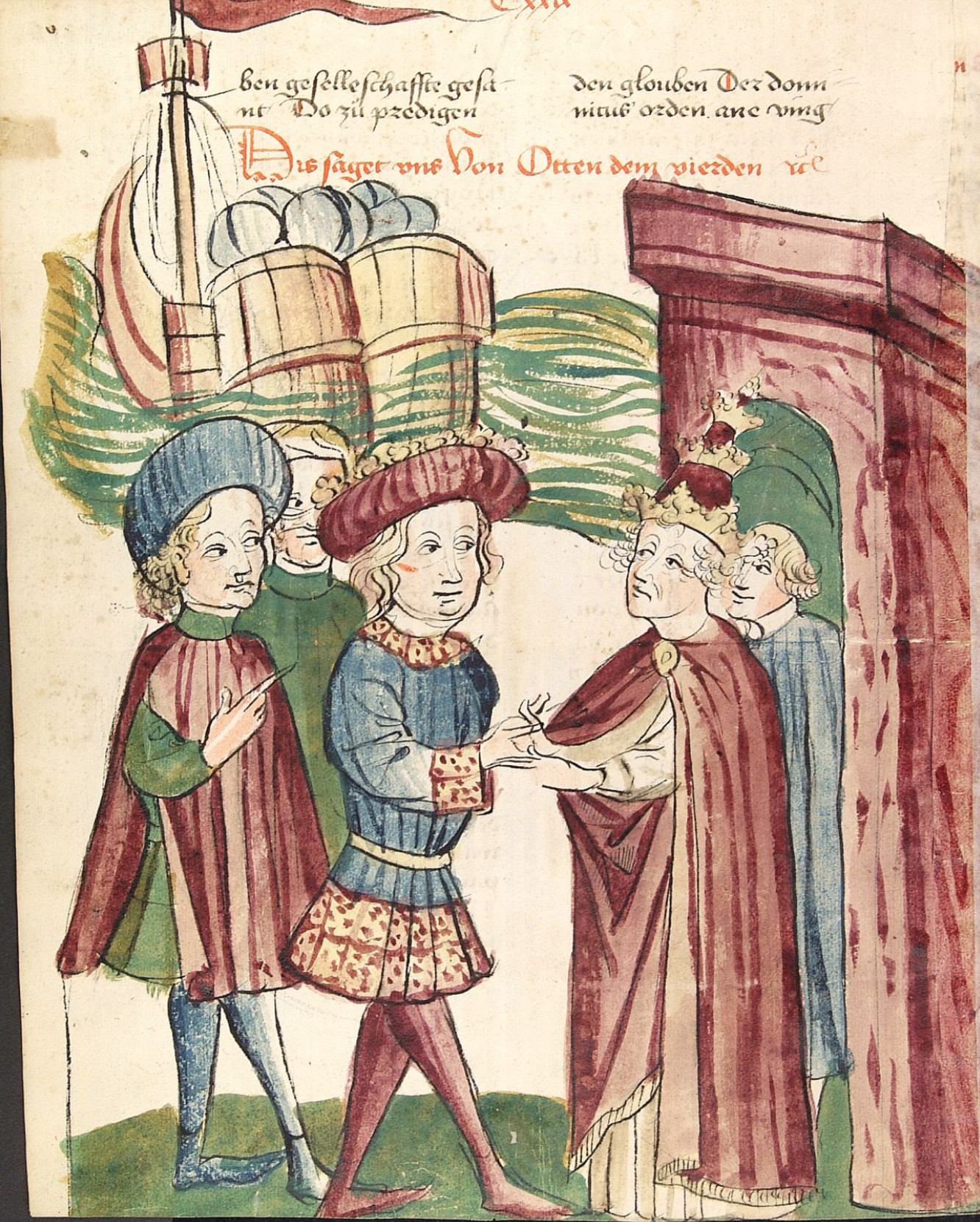
Un incontro tra Ottone IV e papa Innocenzo III

Questa iniziativa spiacque non poco a papa Innocenzo III, allora in lotta con Ottone IV: il papa, dopo aver tentato inutilmente di cacciarli dai territori della contessa Matilde, fu poi costretto a scomunicare i conti Alberto e Narisio.
Federico II, il candidato del papa all'impero, preferì cedere al pontefice su tale questione e ingiunse ai due conti la restituzione delle terre avute in feudo da Ottone IV, autorizzando la loro messa al bando dall'Impero qualora avessero risposto con il rifiuto. Il bando venne effettivamente pronunciato dal vescovo di Trento, legato e vicario del re Federico II, a Cremona, il 2 maggio 1213. Con i due conti furono messi al bando Milano e alleati.
Ma il Casaloldo non consegnò i possessi matildini.
Probabilmente proprio in conseguenza di questa messa al bando da parte di Federico II e della città a lui fedeli, il Casaloldo, insieme a Narisio, fu costretto ad abbandonare Brescia, ancora alleata di Cremona, e a ritirarsi in Mantova.
Nella città cidnea intanto, dopo la battaglia di Castelleone, per merito dell'interessamento del nuovo vescovo Alberto da Reggio Emilia, si pervenne ad una tregua, stavolta duratura, i cui patti, detti di Gardeleone, vennero sottoscritti nell'ottobre 1213: gli esuli poterono rientrare e furono chiuse le beghe faziose ormai ventennali.
Tale atto risultò decisivo per il ripristino dell'ordine e della quiete civile: ma, come detto, dalla pace Alberto restò escluso; da questo momento egli resterà costantemente fuori Brescia, anche se la molesterà forse dal suo castello di Lonato.
Dopo il 1213 l'attività del conte fu costantemente rivolta alla difesa dei suoi possedimenti più in bilico.
Nel 1215 fu infatti a Gonzaga per combattere gli uomini del comune di Reggio Emilia, che con un colpo di mano e aiutati dai Cremonesi avevano cercato di impossessarsi di quel castello.
Per avere ragione degli avversari il Casaloldo chiese allora l'aiuto dei Mantovani e dei Veronesi, riuscendo a sventare la minaccia.
Nello stesso 1215 Alberto raggiunse anche un accordo con l'abate di S. Benedetto di Polirone, che esigeva da lui le decime ecclesiastiche insolute sui suoi possedimenti nei dintorni di Gonzaga.
L'anno successivo, 1216, venne chiamato a ricoprire la carica di podestà a Verona.
Fu l'ultima magistratura ricoperta dal conte Alberto; egli morì infatti tra il 1217-1218 – anni in cui fu cacciato da Lonato per ordine del vescovo e podestà di Brescia Alberto da Reggio – e il settembre del 1220, quando in una nuova condanna comminata da Federico II vengono nominati unicamente i figli del conte.

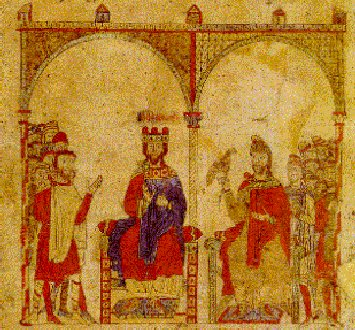
L'imperatore Federico II e la sua corte

## L'eredità
Il 30 settembre 1220 infatti Federico II cedette ai rappresentanti di papa Onorio III, che si era adoperato molto per restituzione alla Chiesa dei beni matildici, il possesso giuridico del castello di Gonzaga e degli altri beni tenuti indebitamente dai figli dei conti Alberto e Narisio, e autorizzò gli stessi rappresentanti papali ad entrare in corporale possesso degli immobili.
Gli eredi del conte Alberto continuarono tuttavia a detenere Gonzaga e Bondeno anche negli anni successivi, fino al 1237, quando furono riammessi nelle grazie di Federico II e vennero loro confermati i possedimenti matildici.
Alberto I lasciò con sicurezza tre figli, Antonio, Bernardo, Baldovino; il più noto è il conte Baldovino da Casaloldo, podestà di Mantova nel 1232 – 1233 e nel 1234, anno in cui morì mentre comandava le milizie mantovane contro i Veronesi.